# Буковинський стрій
Північна Буковина кліматом, природою й побутом населення споріднена з Галичинам. Північним кордоном її є річка Дністер від місцевості Городниці аж до Онут. На заході межує з Івано-Франківською областю аж до річки Прут і далі до місцевостей Мілієве та Іспас. Звідсіля границя йде рівнобіжно до течії Дністра через місцевості Карапчів на південь від м. Чернівці аж до Новоселиці. Рельєф північної Буковини рівнинний, а на півдні — горбкуватий. 
У давнину Буковину заселяли тиверці, що їх за князя Олега приєднали до Київської Русі. Після її занепаду у XIII ст. Буковина належала до Галицько-Волинського князівства. З кін. XIV ст. Буковина була приєднана до  Молдавського князівства. У 1772 р. була приєднана до Австро-Угорщини. В 1849 Буковина була відокремлена авст. урядом від Галичини, та отримала статус - герцогство Буковина. В Буковині було п'ять міст: Чернівці, Серет, Кимполунг (Довгі поля), Сочава, Радівці і 19 менших містечок.
Довгі століття відокремлення від українських земель не змінили мови й побуту населення, вони такі як і у сусідів подолян. Одначе одяг буковинців має певні відмінності. Він зберіг до теперішніх часів деякі ознаки візантійського орнаменту. Буковинці в північній частині є продовженням подолян, а в південній гористій нічим не відрізняються від галицьких гуцулів.
Жителів Буковини умовно поділяли на подолян — мешканців рівнини, які себе русняками або русиними називали і гуцулів — гірських русинів, які себе називали русинами. В мові і традиціях вони мають мало відмінностей і тому гуцулів також називали русинами (в широкому значені слова). Буковинські гуцули мають певні відмінності від галицьких гуцулів (біля Коломиї), насамперед відмінності полягають в релігії. Буковинські переважно православної віри, а галицькі греко-католицької. Межа між ними проходить долиною Черемошу, Білого Черемошу, Перкалабою. Відміни є також і в одязі. Так галицькі гуцулки носять дві запаски, а буковинські обгортку. Також галицькі гуцулки носять гуглю та дві окремі шерстяні штанини. Межа між буковинськими гуцулами та русняками проходить долиною Серету. Межа між румунами пролягає по верхній долині р. Сучави. Південна межа проходила по лівому березі р. Бродіна.

## Чоловічий стрій
Чоловіча сорочка
Сорочка була на спині гладка, без зборів та коміра. Крій такої сорочки надзвичайно простий.
Швея брала полотно , складала його пополовині на потрібну довжину. Тоді посередині робила розріз поперек (на шию) і невеликий розріз повздовж полотна. Ці розрізи обшивалися складеною вдвоє смужкою полотна -- обшивкою. Перший розріз був замість коміра, другий -- пазуха. Потім з половини полотна викроювала рукави. Внизу до сорочки пришивались два клини з обох сторін сорочки. І під рукавами пришивались два невеличкі клини. Вишивали таку сорочку по швах на плечах, обшивках, краї пазухи, рукавів та подолку. Для вишивки брали червоні або сині бавовняні нитки, рідше вишивали чорним або зеленим шовком. 
Буковинські подоляни носили вишиту сорочку з широкими відкритими рукавами, яка спереду мала защіпку. На вишиванку одягали розшиту цурканку (кожушок без рукавів) і на цурканку одягали довгий вовняний сердак (переважно чорний або бурий) з вовняними ґудзиками та зашпенками на грудях . Вузькі штани (портяниці) носили з білосніжного лляного полотна влітку і взимку поверх цих штанів з чорної, білої або червоної шерті — гачі. На ногах носили високі чоботи з загостреними або притятими носами, черевики на шнурівках, прикрашені зверху ремінцями та китицями, та влітку постоли. Взимку чоловіки під сердаком носили ще й великі кожухи. А зверху на сердак одягали білі вовняні плащі з ковпаками на плечах (манта). Такий самий одяг носили в околицях Пруту та Дністра, за винятком капелюхів, які тут були нижчими з круглим днищем та фетрові чорні .
Парубки з Нижнього Черемошу прикрашали влітку голову високим плетеним з соломи капелюхом, з павичевим чи півнячим пір'ям, а також стрічками чи плетеними герданами, взимку носили хутряні шапки (кучма, шапка, капуца).

## Жіночий стрій
Турпан -- святкова шовкова хустка, яку складали та пов'язували зверху по намітці.
Карабуля -- висока шапочка без дна, зроблена з цупкого картону, обшита матерією та красиво оздоблена. До карабулі причіпляли також пучки шокової трави, яка росла на руді.
Горботка -- ткали ткачі з тонкої вовни у формі прямокутника, ззаді була одної фарби, а спереду горботка мала поздовжні вузькі смуги та широкі поперечні внизу. 
Жінки носили влітку довгу, вишиту на грудях, плечиках та рукавах, сорочку з широкими відкритими або закритими рукавами. По сорочці носили темну або руду шерстяну обгортку (горботку) з двома пришитими до неї різнокольоровими поясками, на свята одягали червоно — синю фоту (ріклю). Зверху пов'язували широку різнокольорову крайку і по крайці вузький вовняний поясок (баюрок) (один або два). По сорочці одягали цурканку, як у чоловіків, та по цурканці бурий або чорний сердак як у чоловіків. На ногах носили черевики або чоботи. Одружені жінки носили високу керпу, по якій пов'язували ручник. Дівчата та молодиці пов'язували ще  керпу кругом,  вузько складеними кольоровими хустками - турпанами. На свята та в неділю дівчата носили на голові вінки.
Зимою буковинські подолянки одягали крім цурканок, сердаків та мант ще й великі кожухи, які були оздоблені (писані) шерстяними червоними нашивками та дармовисами на шкіряних шнурках. Дівчата та молодиці носили також і довгі кожухи, які мали ще й аплікації з шовку та були краще оздоблені. Такі кожухи дівчата та парубки одягали також і на весілля. На голові взимку носили кольорові або білі хустки.
На голові дівчата носили вінці, які самі виготовляли зі скляних намист, коди, штучних квітів, павлиного пір'я (карабулі) тощо. Такі вінці носили тільки дорослі дівчата. До церкви та на свята чи в місто замість цурканки дівчата одягали шовкові напівкожушки (коцовейки), а замість обгортки — шовкові обгортки (фота). Дівчата носили сніжно-білі до кісточок сорочки, вишиті шерстю на пазусі та на рукавах. По сорочці одягали оздоблену цурканку, яка в залежності від місцевості могла бути різної довжини. Шию прикрашали скляними оздобами, коралями, монетами (згарда, салба). На вухах носили мосяжні або срібні кільця (ковтки). На руках носили срібні або мосяжні перстені. На пояс завішували складену хустку. На ногах носили чорні, червоні та жовті чоботи або черевики.

## Буковинські гуцули
Буковинські гуцули носили коротшу сорочку з рукавами на манжеті. Під сорочку одягали білі портяниці, по сорочці носили вузький ремінець або широкий шкіряний пас (черес) з ґудзиками з месінгу, по сорочці носили також кептарик,a по кептарику одягали широкий короткий бурий сердак з вовняними ґудзиками та зашпенками на грудях. На ногах носили чоботи або постоли з притятими носами без прикрас. На голові носили вовняний або солом'яний капелюх (кресаня) з вузькими полями. Зимою чоловіки носили поверх портяних штанів, сині або червоні шерстяні штани (гачі). На ногах носили постоли з вовняними капцями. На голові носили шапки, кучми або капузи. Під сердак одягали великі кожухи і по сердаку одягали манти з колпаками. Гуцульські парубки прикрашали капелюхи мосяжними бляшками та китицями.
Буковинські гуцулки носили влітку коротшу ніж у подолянок, вишиту на плечиках сорочку з рукавами на манжетах. Поверху сорочку обгортали вовняною рудою або червоною опинкою. Або носили також дві запаска, які пов'язували вузькими різнокольоровими попружками. Опинки пов'язували зверху широким поясом та зверху по широкому ще й вузьким, як подолянки. По сорочці одягали кептар і по кептарі бурий сердак, як у чоловіків. На ногах носили чоботи та постоли, як у чоловіків. На голові жінки носили  білі перемітки та різнокольорові хустки. Дівчата носили на голові білі рантухи, прикрашені галонами та різнокольорові хустки-турпани,  вовняні коцики з ниток та штучні квіти. Зимою буковинські гуцулки носили кептарики, сердаки, манти. На ногах зимою носили вовняні напівштани (підколіниці). Довгих кожухів, коцовейок та фот дівчата гуцулки не носили. В загальному подолянки одягалися пишніше та краще за гуцулок. Шию гуцулки та буковинські подолянки прикрашали блискітками, пацьорками, цятками (скляними), салбами та згардами, биндами, кодками, ланцюжками, герданами.  Гуцулки та гуцули носили на руках тоненькі мосяжні ланцюжки --ретязи.
Через плече гуцули та подоляни носили полотняні сумки (дзьобенки) або шкіряні торбинки з мосяжними ґудзиками. Подоляни носили в руках палицю, а гуцули носили в руках малі залізні або мосяжні топірці.

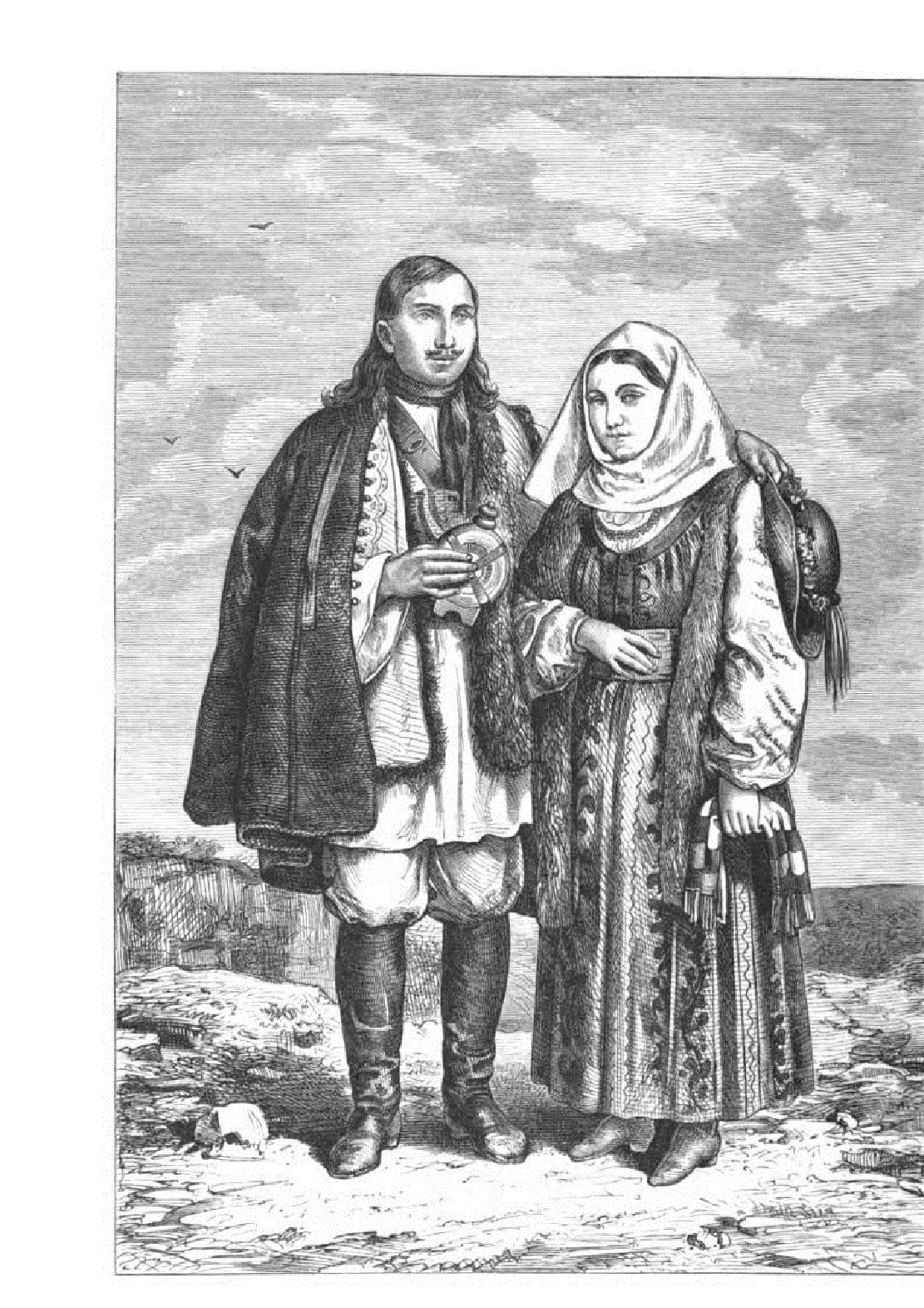
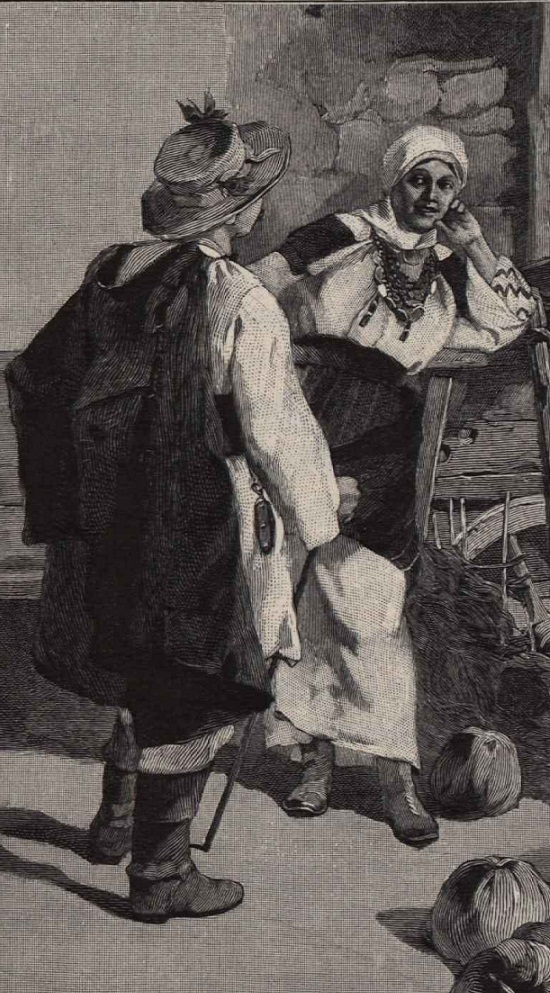
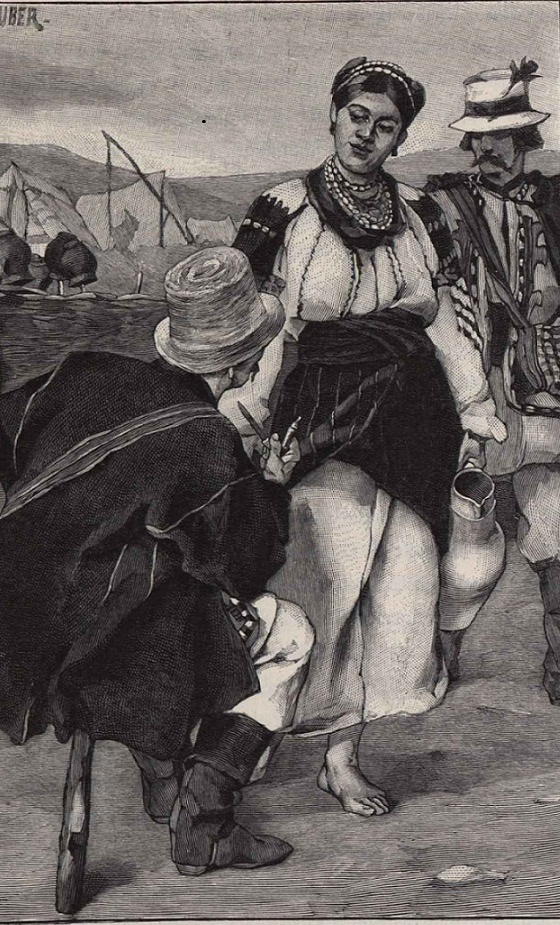
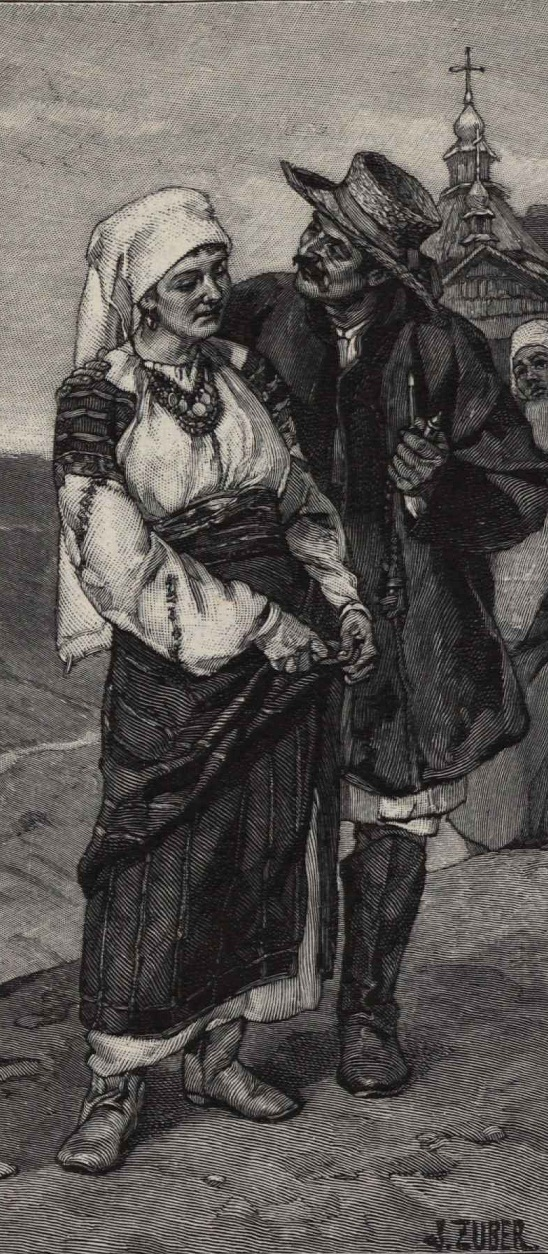